# Мутагенез
Мутагенез — процесс изменения в нуклеотидной последовательности ДНК, приводящий к мутациям. Различают естественный (спонтанный) и искусственный (индуцированный) мутагенез.

## Естественный мутагенез
Естественный, или спонтанный, мутагенез происходит вследствие воздействия на генетический материал живых организмов мутагенных факторов окружающей среды, таких как ультрафиолет, радиация, химические мутагены.

### Мутационная теорияДе Фриза и Коржинского
Мутационная теория составляет одну из основ генетики. Она зародилась вскоре после переоткрытия Т. Морганом законов Менделя в начале XX столетия. Можно считать, что она почти одновременно зародилась в умах голландца Хуго Де Фриза (1903) и российского ботаника Сергея Коржинского (1899). Однако приоритет в первенстве и в большем совпадении изначальных положений принадлежит российскому ученому. Признание основного эволюционного значения за дискретной изменчивостью и отрицание роли естественного отбора в теориях Коржинского и Де Фриза было связано с неразрешимостью в то время противоречия в эволюционном учении Чарльза Дарвина между важной ролью мелких уклонений и их «поглощением» при скрещиваниях (см. кошмар Дженкина).
Основные положения мутационной теории Коржинского — Де Фриза можно свести к следующим пунктам:
1. Мутации внезапны, как дискретные изменения признаков
2. Новые формы устойчивы
3. В отличие от наследственных изменений, мутации не образуют непрерывных рядов, не группируются вокруг какого-либо среднего типа. Они представляют собой качественные скачки изменений
4. Мутации проявляются по-разному и могут быть как полезными, так и вредными
5. Вероятность обнаружения мутаций зависит от числа исследуемых особей
6. Сходные мутации могут возникать неоднократно

### Механизмы мутагенеза
Последовательность событий, приводящая к мутации (внутри хромосомы) выглядит следующим образом: происходит повреждение ДНК (если повреждение ДНК не было корректно репарировано, оно приведет к мутации); в случае, если повреждение произошло в незначащем (интрон) фрагменте ДНК или если повреждение произошло в значащем фрагменте (экзон) и, вследствие вырожденности генетического кода, не произошло нарушения, то мутации образуются, но их биологические последствия будут незначительными или могут не проявиться.
Мутагенез на уровне генома также может быть связан с инверсиями, делециями, транслокациями, полиплоидией и анеуплоидией, удвоением, утроением (множественной дупликацией) некоторых хромосом и т. д.
В настоящее время существует несколько подходов, использующихся для объяснения природы и механизмов образования точечных мутаций. В рамках общепринятой, полимеразной модели считается, что единственной причиной образования мутаций замены оснований являются спорадические ошибки ДНК-полимераз. В настоящее время такая точка зрения является общепринятой.
Джеймс Уотсон и Фрэнсис Крик предложили таутомерную модель спонтанного мутагенеза. Они объяснили появление спонтанных мутаций замены оснований тем, что при соприкосновении молекулы ДНК с молекулами воды могут изменяться таутомерные состояния оснований ДНК.
Образование мутаций замены оснований объяснялось образованием Хугстиновских пар. Предполагается, что одной из причин образования мутаций замены основания является дезаминирование 5-метилцитозина.

### Точечные мутации
Точечная мутация, или единственная замена оснований, — тип мутации в ДНК или РНК, для которой характерна замена одного азотистого основания другим. Термин также применяется и в отношении парных замен нуклеотидов. Термин точечная мутация включает также инсерции и делеции одного или нескольких нуклеотидов.

### Хромосомные мутации
1. Инверсии
2. Реципрокные транслокации
3. Делеции
4. Дупликации и инсерционные транслокации

### Геномные мутации
1. Анеуплоидия
2. Полиплоидия

### Ядерные и цитоплазматические мутации
- Ядерные мутации — геномные, хромосомные, точечные.
- Цитоплазматические мутации — связанные с мутациями неядерных генов, находящихся в митохондриальной ДНК и ДНК пластид — хлоропластов.

## Искусственный мутагенез

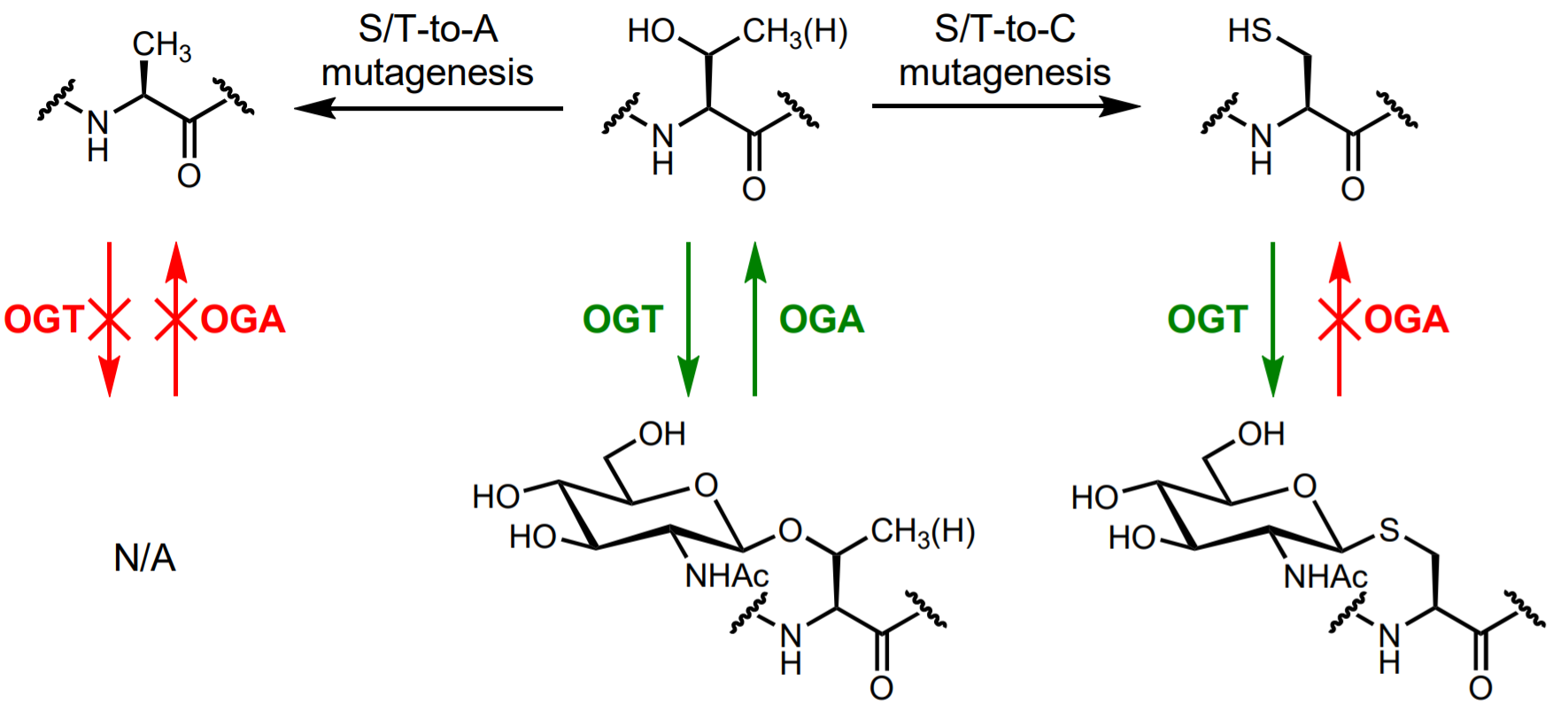
Сайт-направленный мутагенез. Синтезируют пару праймеров, несущих мутацию, и пару праймеров, комплементарных концам нужного фрагмента ДНК. В ходе первых двух реакций образуются фрагменты ДНК с мутацией, которые объединяют в третьей реакции. Полученный фрагмент вставляют в нужную генно-инженерную конструкцию.

Искусственный мутагенез широко используют для изучения белков и улучшения их свойств (направленной эволюции (англ.)).

### Ненаправленный мутагенез
Методом ненаправленного мутагенеза в последовательность ДНК вносятся изменения с определённой вероятностью. Мутагенными факторами (мутагенами) могут быть различные химические и физические воздействия — мутагенные вещества, ультрафиолет, радиация. После получения мутантных организмов производят выявление (скрининг) и отбор тех, которые удовлетворяют цели мутагенеза. Ненаправленный мутагенез более трудоемок и его проведение оправдано, если разработана эффективная система скрининга мутантов.

### Направленный мутагенез
В направленном (сайт-специфическом) мутагенезе изменения в ДНК вносятся в заранее известный сайт (DNA binding site). Для этого синтезируют короткие одноцепочечные молекулы ДНК (праймеры), комплементарные целевой ДНК за исключением места мутации.

#### Мутагенез по Кункелю
Для бактериальной плазмиды (внехромосомной кольцевой ДНК) получают уридиновую матрицу, то есть такую же молекулу, в которой остатки тимина заменены на урацил. Праймер отжигают на матрице, проводят его достройку in vitro с помощью полимеразы до кольцевой ДНК, комплементарной уридиновой матрице. Двухцепочечной гибридной ДНК трансформируют бактериальные клетки, внутри клетки уридиновая матрица разрушается как чужеродная, и на мутантной одноцепочечной кольцевой ДНК достраивается вторая цепь. Эффективность такого способа мутагенеза менее 100 %.

#### Мутагенез с помощью ПЦР
Полимеразная цепная реакция позволяет проводить сайт-направленный мутагенез с использованием пары праймеров, несущих мутацию, а также случайный мутагенез. В последнем случае ошибки в последовательность ДНК вносятся полимеразой в условиях, понижающих её специфичность.

## Мутагенные агенты
К числу вызывающих мутации факторов относятся физические (напр., облучение ионизирующей радиацией) и химические (ксенобиотики и др.).
К наиболее мощным мутагенам относятся этиленимин и его производные. Химический мутагенез этиленимина связан с атакой его молекулой пиримидинового предшественника дезоксирибонуклеиновой кислоты1. Азиридин, подобно зоокумарину, способен легко проникать сквозь кожу.
Чаще всего, мутагенные факторы и вещества также являются и канцерогенными, например, подавляющая часть мутаций, вызываемых воздействием ионизирующего излучения, приводит к развитию злокачественных новообразований или малигнизации доброкачественных опухолей, либо же к врождённым злокачественным новообразованиям у потомства облучённых организмов.